# Jean Diot e Bruno Lenoir

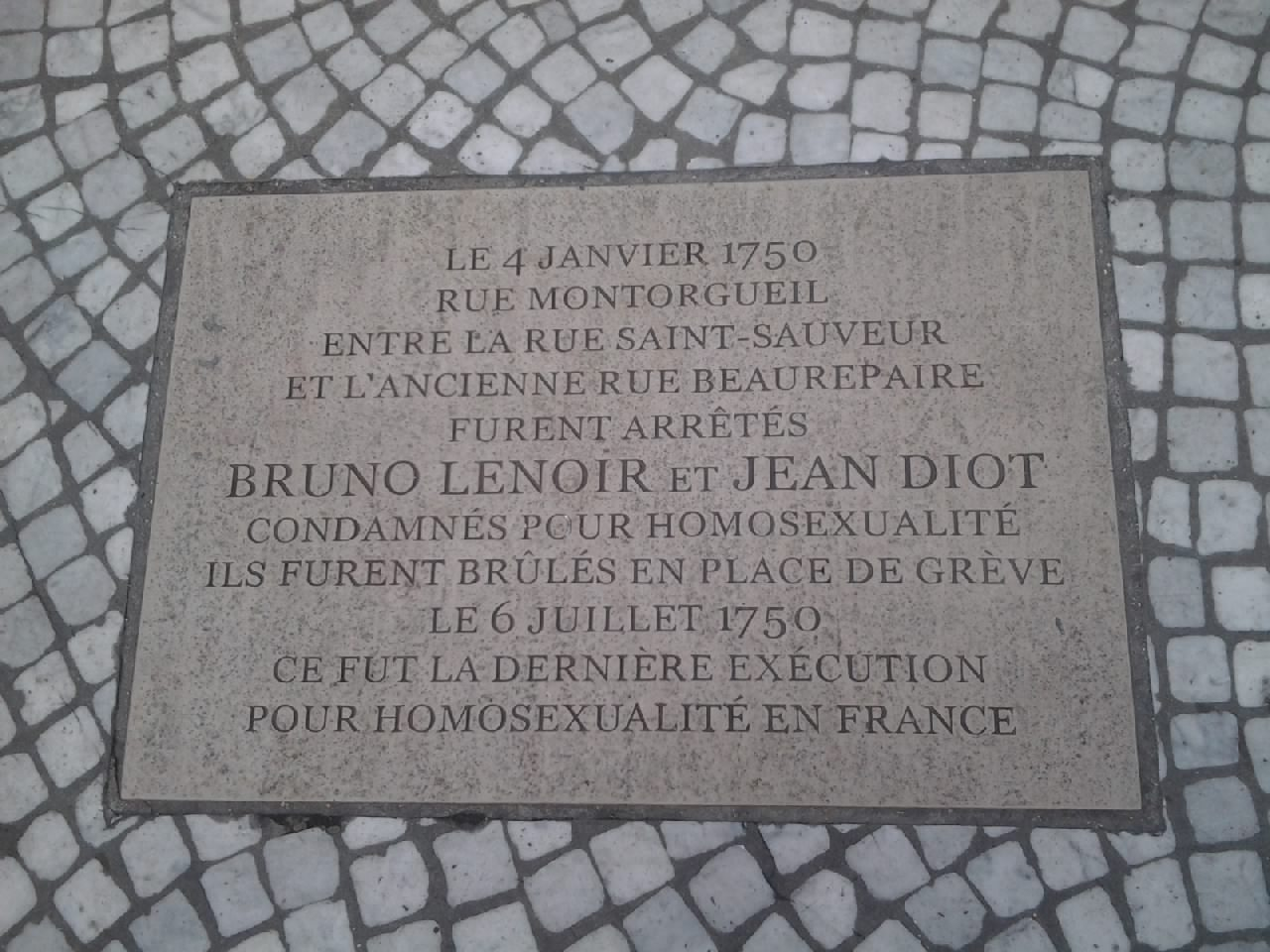
Targa commemorativa di fronte a via Montorgueil 67 (Parigi 2e).

Jean Diot e Bruno Lenoir sono gli ultimi due francesi noti per essere stati condannati a morte con l'accusa di omosessualità. Dopo un processo durato sei mesi, il 6 luglio 1750 furono strangolati e bruciati a Parigi, luogo il fiume Greve. Nel 2014 è stata inaugurata una targa commemorativa per ricordare la vicenda.

## Esposizione dei fatti
Il 4 gennaio 1750 Julien Dauguisy, sergente della Guet royal, dichiarò nel verbale che circa 23 ore prima vide in via Montorgueil, tra le vie Saint-Sauveur e Beaurepaire, due uomini "in posa indecente e riprovevole, uno dei quali "gli sembrava ubriaco". Per questo motivo li aveva arrestati e imprigionati.
Gli imputati vengono interrogati il 9 gennaio 1750. Jean Diot stava "guadagnando denaro" in un vicino ristorante situato in Rue de la Fromagerie, gestito dalla signora Marin. Lui aveva 40 anni all'epoca dei fatti. Bruno Lenoir era un calzolaio e aveva 23 anni all'epoca dei fatti. Quest'ultimo sostiene che Jean Diot gli avesse offerto del sesso anale che non avvenne mai, dato l'arrivo di un testimone. Jean Diot negò i fatti: "avendo visto Bruno Lenoir addormentato sul gradino di una porta, "lo voleva solo aiutare". Jean Diot non sapendo scrivere e non poté firmare la sua testimonianza, a differenza di Bruno Lenoir.

## Processo ed esecuzione
Di origine modesta, i due accusati, per mancanza di mezzi, non poterono difendersi.
L'11 aprile 1750 il pubblico ministero chiese la condanna a morte tramite il rogo. Gli accusati sono nuovamente interrogati.
Il processo venne aperto il 27 maggio 1750 e terminò il 7 giugno 1750 a Parigi. Vide la condanna dei due uomini alla confisca delle loro proprietà o, in mancanza, il pagamento di una multa di 200 lire francesi ciascuno e la loro morte sul rogo. L'introduzione di una clausola di ritenzione (i detenuti "saranno stranamente strangolati prima di sentire l'incendio") suggerisce un intervento finanziario da parte dei detenuti per evitare una fine particolarmente dolorosa.
L'esecuzione avvenne lunedì 6 luglio 1750 alle 17:00.

## Commemorazioni
Il 18 ottobre 2014 davanti a rue Montorgueil 67, all'angolo della via Bachaumont, fu inaugurato un memoriale sul marciapiede. Nel nome del dovere della memoria, Jean Diot e Bruno Lenoir sono diventati il simbolo delle vittime di omofobia.
La targa è stata vandalizzata due volte nel 2018. A maggio venne bruciata una corona commemorativa e in luglio la placca fu ricoperta con foglietti omofobi e una sostanza nera.

### Biografie
- https://www.humanite.fr/tribunes/affaire-diot-lenoir-briser-le-silence-250-ans-plus-556623